# Пол Міллер (футболіст, 1959)
Пол Міллер (англ. Paul Miller, нар. 11 жовтня 1959, Степні) — англійський футболіст, що грав на позиції захисника.
Більшу частину кар'єри виступав за «Тоттенгем Готспур», з яким став дворазовим володарем Кубка Англії та володарем Кубка УЄФА, а згодом був включений до Зали славу клубу.

## Ігрова кар'єра
Вихованець клубу «Тоттенгем Готспур», але до першої команди не пробився і 1978 року був відданий в оренду в норвезький «Скейд» для отримання ігрової практики. Повернувшись до «Тоттенгем Готспур» Міллер зумів стати основним гравцем і відіграв за лондонський клуб наступні вісім сезонів своєї ігрової кар'єри. Більшість часу, проведеного у складі «Тоттенгем Готспур», був основним гравцем захисту команди. За цей час двічі поспіль виборював титул володаря Кубка Англії у 1981 і 1982 роках, а 1984 року став володарем Кубка УЄФА, забивши гол у першому фінальному матчі проти «Андерлехта» (1:1).
Згодом з 1987 по 1991 рік грав у складі клубів «Чарльтон Атлетик», «Вотфорд», «Борнмут» та «Брентфорд», а завершив професійну ігрову кар'єру у клубі «Свонсі Сіті», де недовго виступав протягом 1991 року.

## Титули і досягнення
- Володар Кубка Англії (2):

«Тоттенгем Готспур»: 1980–81, 1981–82
- Володар Суперкубка Англії (1):

«Тоттенгем Готспур»: 1981
- Володар Кубка УЄФА (1):

«Тоттенгем Готспур»: 1983–84